# Rubik's 360

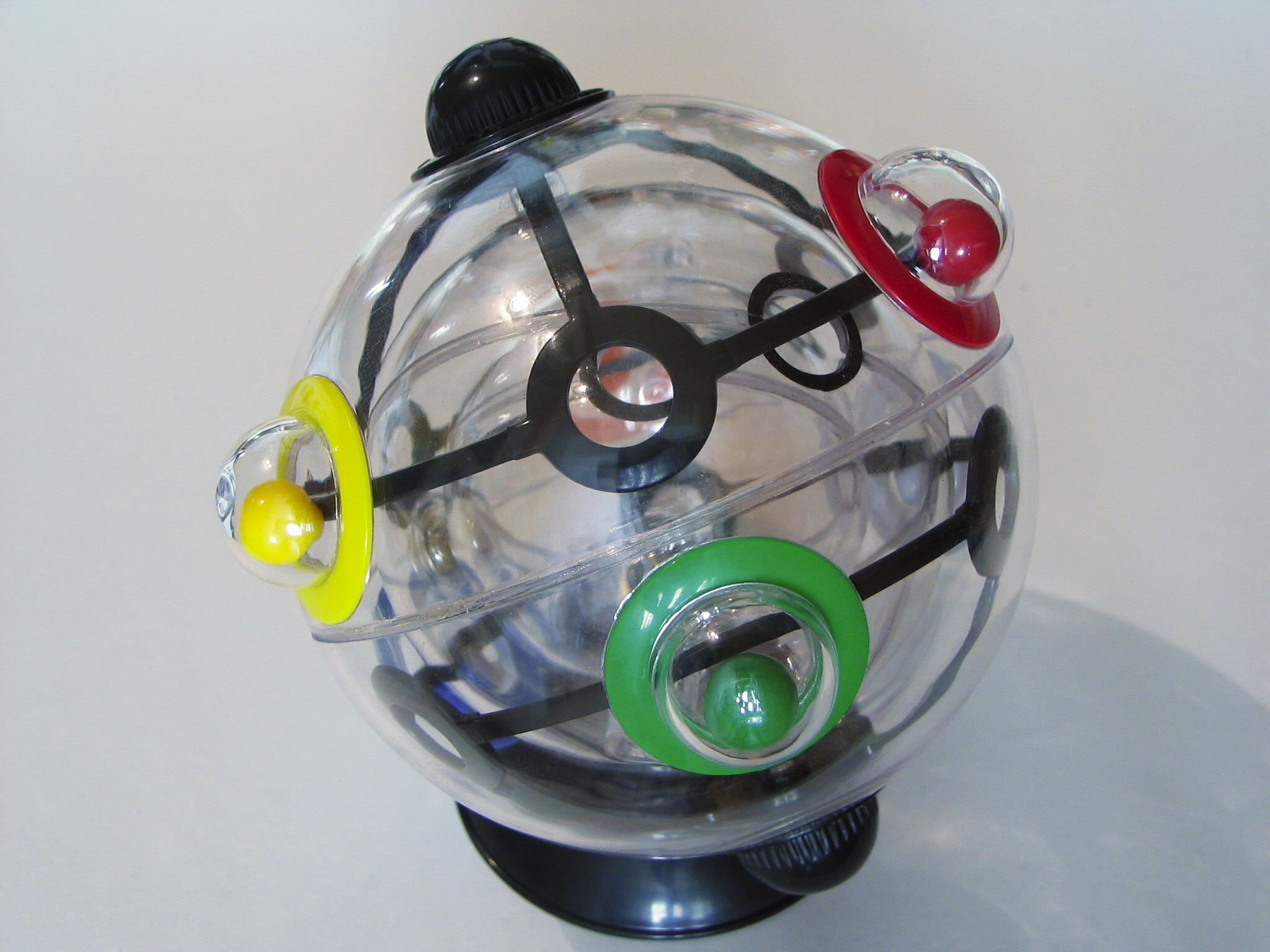
Een opgeloste puzzel

De Rubik's 360 is een driedimensionale mechanische puzzel uitgebracht in 2009 door Ernő Rubik, de uitvinder van de Rubiks kubus. Bij de puzzel is het de bedoeling om de 6 balletjes in de binnenste laag in de kuiltjes van de buitenste laag te brengen. Het rode balletje moet in het rode kuiltje etc. Net als de originele Rubiks kubus is er maar 1 oplossing. De puzzel is in februari 2009 gepresenteerd op de speelgoedbeurs in Neurenberg.